# Helmsatijnzwam
De helmsatijnzwam (Entoloma infula) is een schimmel behorend tot de familie Entolomataceae. Hij leeft saprotroof, in schrale, onbemeste graslanden op krijt, in de kalkrijke duinen en in hooilanden op onbemeste veen- en zandbodem.

## Verspreiding
In Nederland komt hij vrij zeldzaam voor. Hij staat op de rode lijst in de categorie 'bedreigd'.

## Foto's

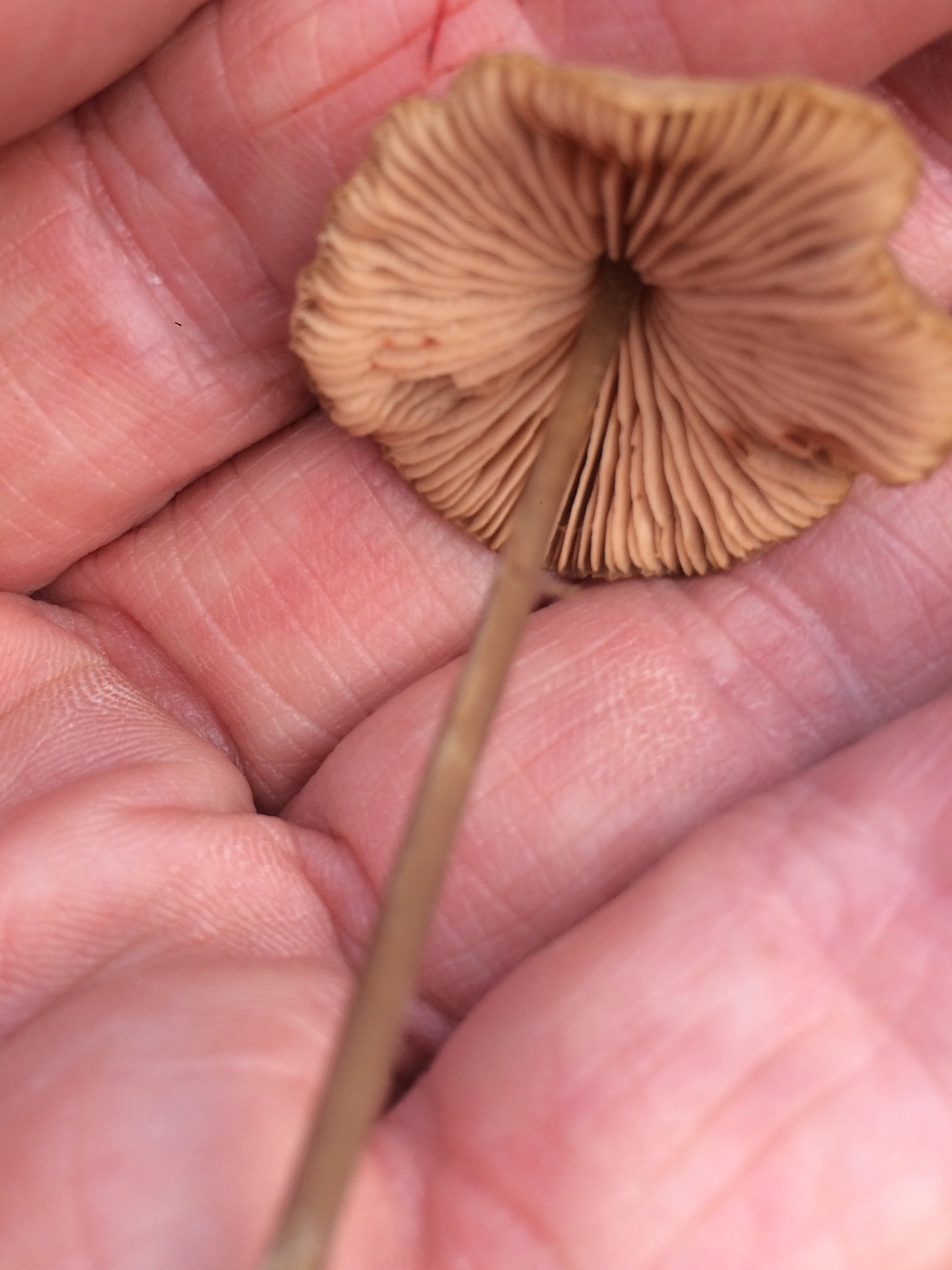
Lamellen
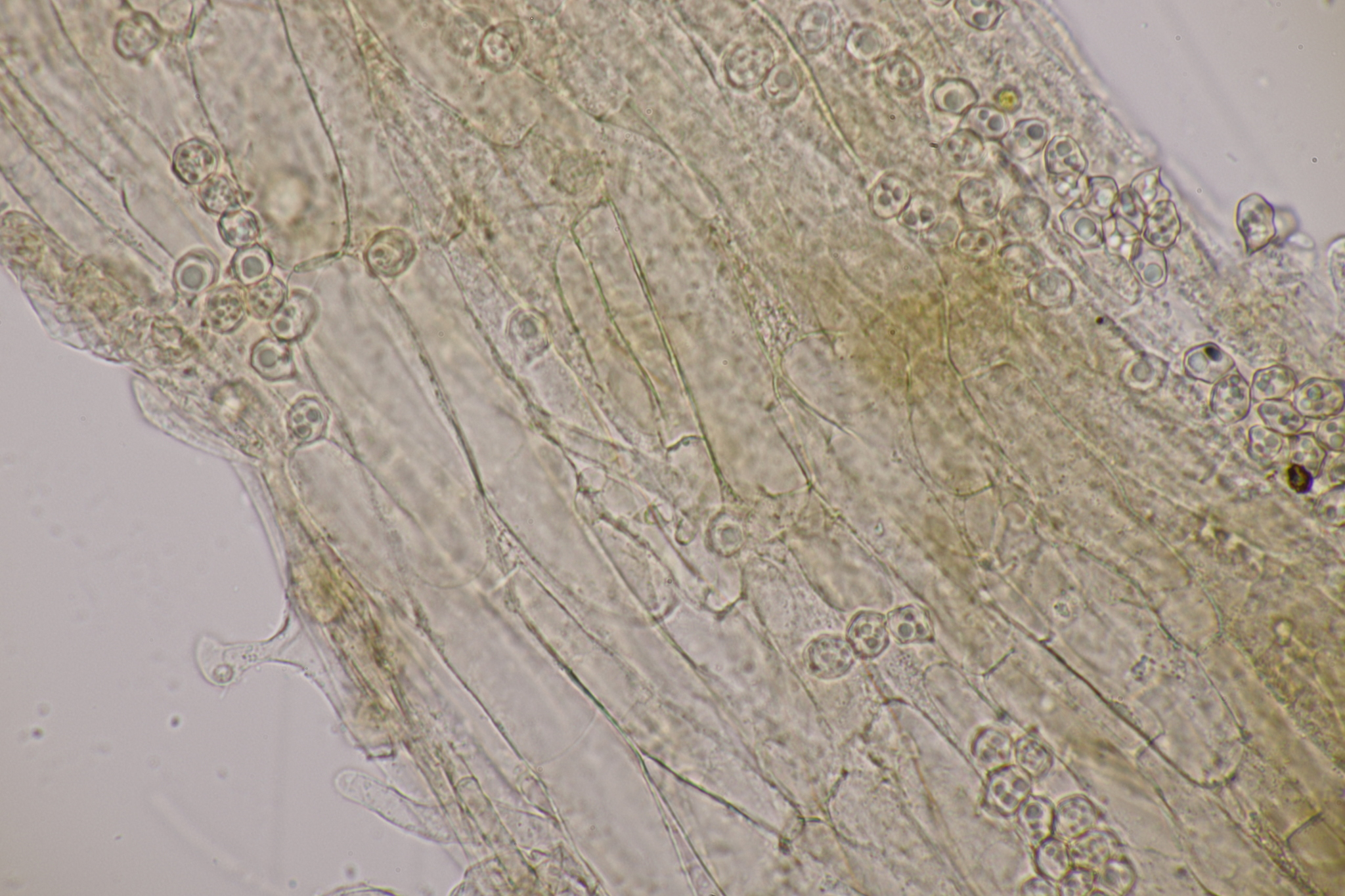
Trama
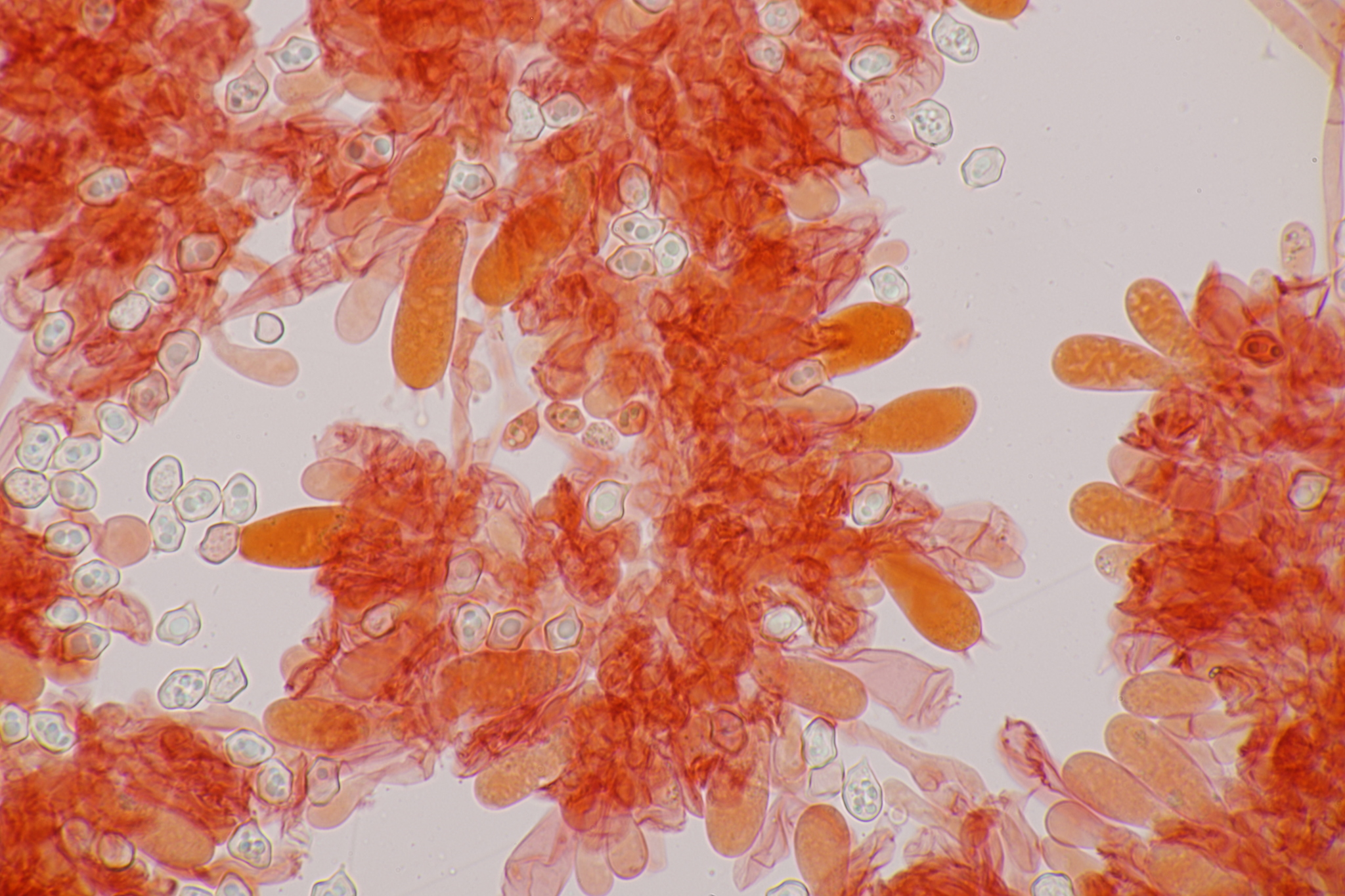
Basidia
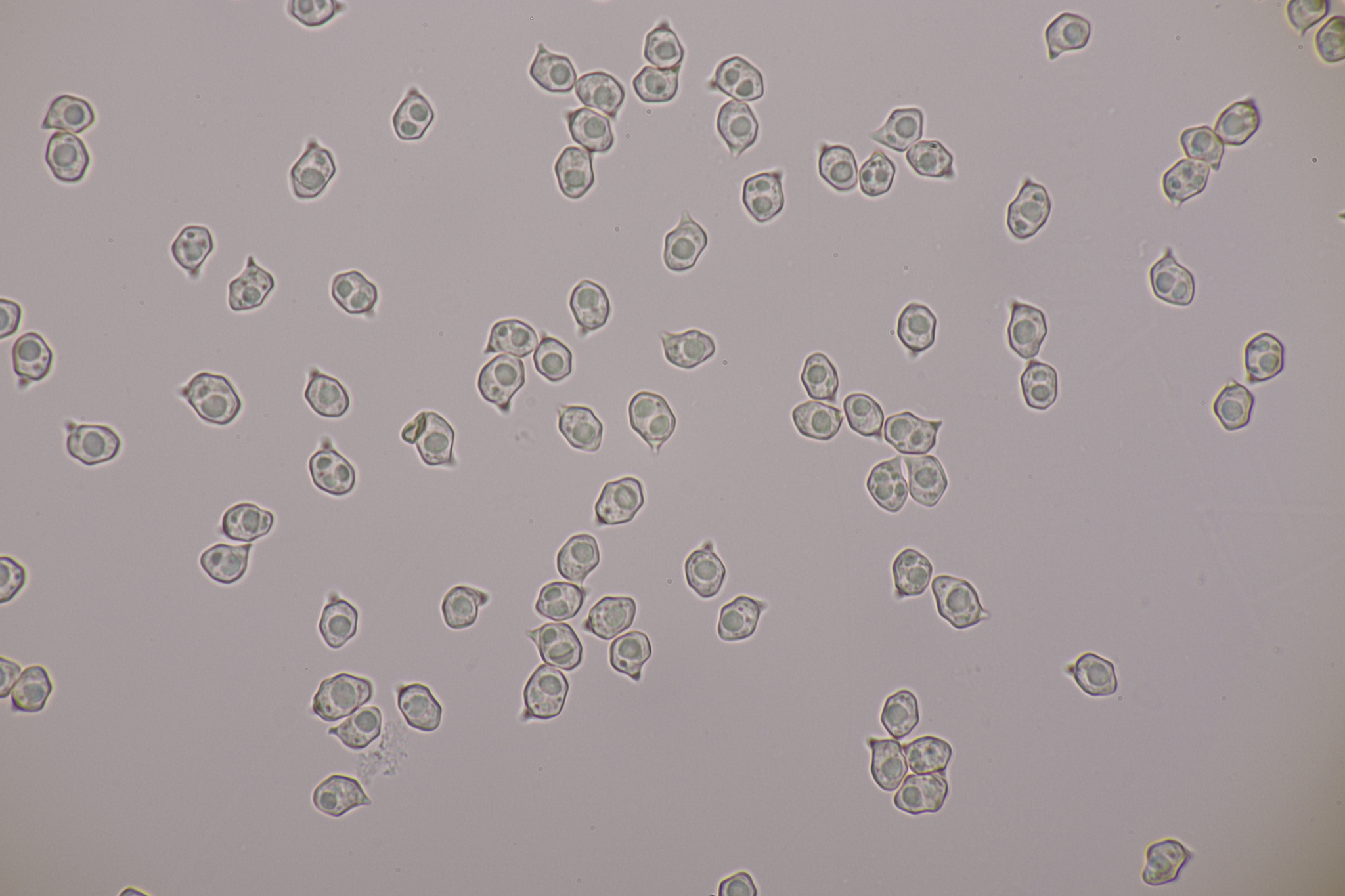
Sporen